# Верхні Подгоричі
Верхні Подгоричі (рос. Верхние Подгоричи) — присілок в Перемишльському районі Калузької області Російської Федерації.
Населення становить 107 осіб. Входить до складу муніципального утворення Присілок Сильково.

## Історія
Від 2004 року входить до складу муніципального утворення Присілок Сильково

## Населення
| 2002 | 2010 |
| ---- | ---- |
| 86   | ↗107 |